# Museum Treuchtlingen

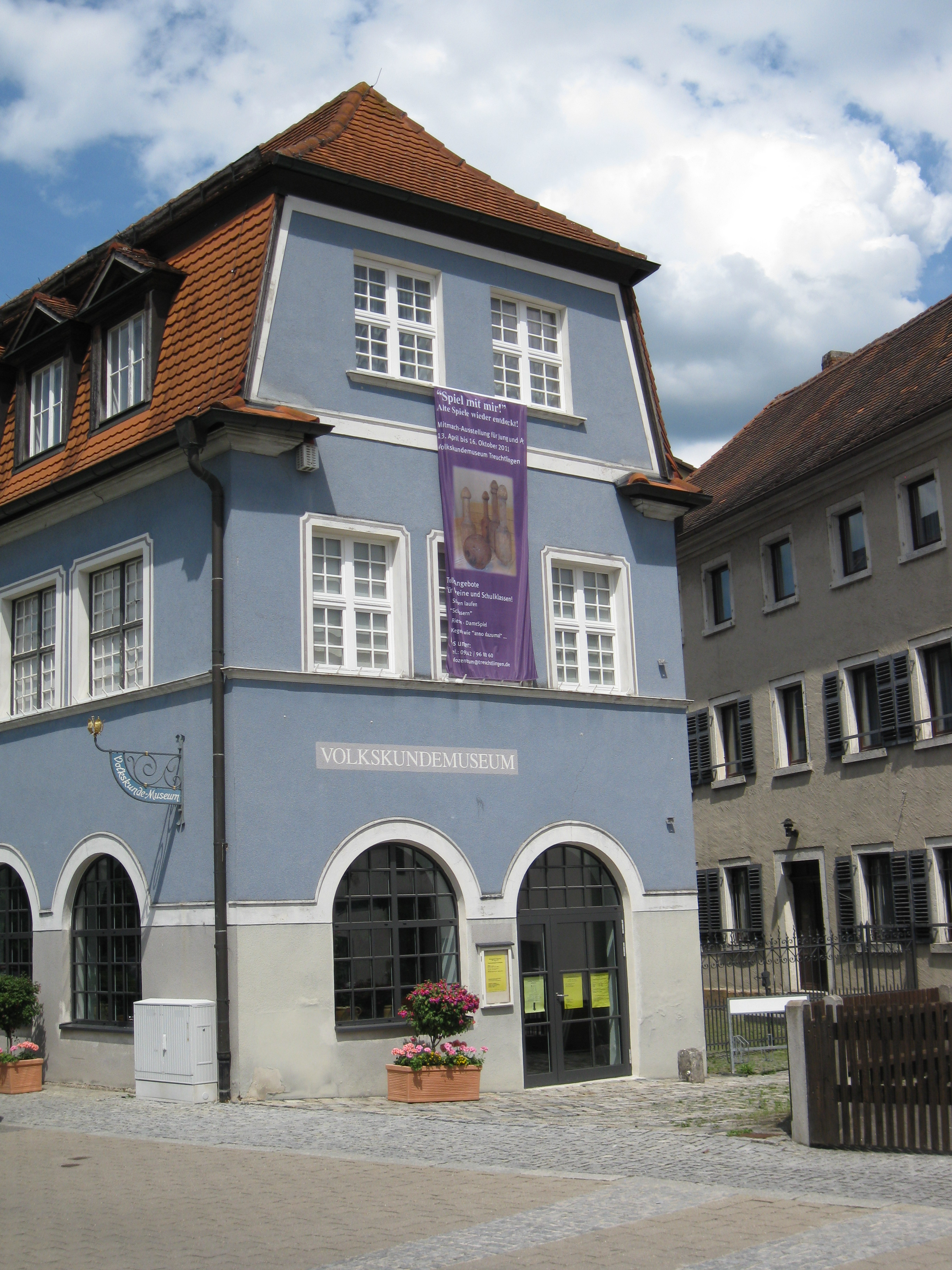
Das „Blaue Haus“ im Jahr 2011

Das Museum Treuchtlingen im mittelfränkischen Landkreis Weißenburg-Gunzenhausen gehört zu den größten Volkskundemuseen Bayerns. Die Sammlung umfasst mehr als 30.000 Objekte. Das Museum wurde 1973 eröffnet und mehrfach erweitert.

## Gebäude
Das ursprüngliche Museumsgebäude, das sogenannte „Blaue Haus“, wurde um 1900 als Manufakturgebäude errichtet. Es ist ein zweigeschossiger Traufseitbau mit abgewalmten Mansarddach. Das Gebäude mit der Adresse Heinrich-Aurnhammer-Straße 10 ist unter der Denkmalnummer D-5-77-173-25 als Baudenkmal in die Bayerische Denkmalliste eingetragen.

## Geschichte
Der Musiker und Graphiker Josef Lidl hatte ab 1970 alte Möbel von Bewohnern der Umgebung erhalten, um damit ein Museum zu gründen. Am 6. Juli 1973 wurde es als Heimatmuseum Treuchtlingen eröffnet.  Um die wachsende Zahl der Ausstellungsstücke unterzubringen, wurde es 1979 um das benachbarte „Lang-Haus“ erweitert. Mit Hilfe des Germanischen Nationalmuseums entstand eine vor- und frühgeschichtliche Abteilung. In den Folgejahren erwarb die Stadt zusätzlich die beiden angrenzenden Industriegebäude, die für Ausstellungen und als Depot genutzt werden.
Zwischenzeitlich als Volkskundemuseum bezeichnet, bekam das Museum 2020 seinen heutigen Namen. Im Jahr 2022 haben die Arbeiten an einer umfassenden Neukonzeption begonnen.

## Ausstellung
Die Ausstellung Steinzeit, Kelten, Römer zeigt Funde aus der Vor- und Frühgeschichte, die Nachbildung einer villa rustica und weitere Exponate, die das Leben der Römer in der ehemaligen Provinz Raetien veranschaulichen.
In der Mittelalter-Ausstellung sind Fundstücke aus Grabungen an der Oberen Veste und ein Modell der Burganlage zu sehen. Als Großbaustelle 793 präsentiert das Museum Forschungsergebnisse zum Karlsgraben, dem Kanalprojekt Karls des Großen zwischen Rhein und Donau.
Die Ausstellung Neuzeit zeigt Möbelgeschichte und Wohnkultur vom 17. bis zum 20. Jahrhundert, darunter ein wertvoller Renaissance-Schrank aus dem Schloss Möhren.